# Pseudobiografía
La Pseudobiografía es un género literario didáctico-narrativo con diversas variantes.
Como pseudoautobiografía, el autor se embute la máscara de un narrador determinado que habla en primera persona y cuenta su vida. Este es un género en realidad muy antiguo, y la mayor parte de las novelas picarescas son un ejemplo de ello, empezando por el mismo Lazarillo de Tormes. Otros ejemplos pueden ser las Vidas imaginarias (1896) de Marcel Schwob, Yo, Claudio, de Robert Graves o las Memorias de Adriano, de Marguerite Yourcenar.
- Datos: Q6089748